# NGC 3985
NGC 3985 este o galaxie spirală situată în constelația Ursa Mare. A fost descoperită în 5 februarie 1788 de către William Herschel. Se află la o distanță de 17,22 megaparseci de Pământ.